# Ingenting
För andra betydelser, se Ingenting (olika betydelser).
Ingenting kortform inget är ett begrepp som beskriver frånvaron av något, och är motsatsen till både allt och något. Begreppet förekommer inom discipliner som filosofi, teologi, matematik och fysik, men är inte detsamma som vakuum eller tomhet. Det är besläktat med tomrum, en avsaknad av substans och rymd.

## I filosofihistorien
Inom såväl västerländsk som österländsk filosofi har begreppet länge ansetts värt seriös diskussion. Ordet ingenting härstammar från den indoeuropeiska språkstammen och hade från början en mer omfattande innebörd inom den filosofiska sektorn i antikens Grekland. Då hade ordet en mer känsloladdad innebörd och kunde användas för att beskriva en sinnesstämning. Försokratikern Parmenides från Elea hävdade att ingenting inte finns, eftersom intet inte är något, tankar som atomisten Leukippos spann vidare på. Dessa avlöstes av Aristoteles. Bland andra som ägnat ämnet vidare intresse finns Johannes Scotus Erigena, Friedrich Hegel och existentialisterna.

## Fysik
Traditionell fysik behandlar "ingenting" som vakuum, tomrum.

### Astrofysik och kosmologi
Med kvantfysik och Heisenbergs relation blir begreppet mer sofistikerat och kvantvakuum, virtuella partiklar och kvantgravitation gör entré med kosmologiska implikationer. 
Fysikern Lawrence Krauss har i sin bok Ett universum ur ingenting (2012) ingående populärt sökt reda ut ”varför det finns någonting snarare än ingenting”.

## Matematiken
Inom matematiken är ordet nära besläktat med talet 0, men de två koncepten är inte identiska. Termen ingenting används sällan inom matematiken, även om det skulle kunna sägas att en mängd innehåller ingenting om, och endast om, den är den tomma mängden. Ingenting skiljer sig från noll genom att noll är något, en bestämd mängd som är definierad.

## Notifikation
Symbolen 0 för talet noll började användas i Europa under medeltiden ungefär samtidigt som  paustecknet infördes i musikens noter. Pausnoter, av olika längd, lär även finnas i Koranen för att ge utrymme för eftertänksamhet vid recitering av texten.

## Teologi
Kristendomen anser att guden Gud ex Nihilo – av intet – skapade allting. Detta är ett fundamentalt avsteg inte bara från det grekiska tänkandet, som menade att det alltid måste ha existerat något, utan även från modern vetenskaplig metod.